# Pseudomacrochenus albipennis
Pseudomacrochenus albipennis là một loài bọ cánh cứng trong họ Cerambycidae.